# Erribera Beitia / Ribera Baja
Erribera Beitia / Ribera Baja (baskiska: Erribera Beitia) är en kommun i Spanien. Den ligger i Álavaprovinsen i södra delen av den autonoma regionen Baskien i norra delen av landet, 260 km norr om huvudstaden Madrid. Antalet invånare är 1 439 (2024). Arean är 27,7 kvadratkilometer.